# Nené Ballina
José Antonio de la Ballina Avilés (Santa Isabel, 29 de abril de 1964), conocido como Nené Ballina, es un exfutbolista y entrenador español. Jugaba en las posiciones de delantero o centrocampista y su primer club fue el Real Oviedo. Actualmente ejerce las labores de entrenador en el Club Deportivo Colunga de la Tercera División de España.

## Trayectoria
Se instaló a los tres años en Villaviciosa (Asturias), municipio del que era oriundo su padre. Comenzó su carrera en 1981 jugando para el Real Oviedo. Un año después pasó al C. D. Águila Negra, donde jugó hasta 1983. En ese año se fue al Real Oviedo "B", en donde estuvo hasta 1985. En ese mismo año se fue al S. D. Lenense. Estuvo ahí hasta 1986. Ese mismo año se pasó al Real Avilés Industrial C. F., en donde estuvo ligado hasta 1987. Ese año siguió su andadura en A. P. Almansa. Jugó hasta 1988. En ese año se pasó a las filas del Rayo Vallecano, estando ligado a ese club hasta el año 1989. En 1990 se pasó al Villarreal C. F.. En ese año se pasó a la R. S. Gimnástica de Torrelavega, en donde estuvo hasta 1991. En ese año se fue al Real Racing Club de Santander. Jugó para el club hasta 1992. En ese año se fue al Palamós C. F., estando hasta 1993. Ese año se fue al Real Burgos C. F.. Se quedó hasta 1994. Ese año regresó al Palamós C. F., quedándose en ese club hasta 1995. En ese año se fue al U. P. Langreo. Se retiró en 1996.

## Nacionalidad
Nené Ballina nació en Santa Isabel —hoy Malabo—, Guinea Española —actualmente Guinea Ecuatorial—, hijo de padres españoles que regresaron a Villaviciosa, Asturias, cuando tenía tres años de edad. A pesar de haber nacido en Guinea Ecuatorial, se crio en España y tiene nacionalidad española.

## Clubes

### Como jugador
| Club                            | País   | Año       |
| ------------------------------- | ------ | --------- |
| C. D. Águila Negra              | España | 1982-1983 |
| Real Oviedo "B"                 | España | 1983-1985 |
| S. D. Lenense                   | España | 1985-1986 |
| Real Avilés I. C. F.            | España | 1986-1987 |
| A. P. Almansa                   | España | 1987-1988 |
| Rayo Vallecano                  | España | 1988-1990 |
| Villarreal C. F.                | España | 1990      |
| R. S. Gimnástica de Torrelavega | España | 1990-1991 |
| Real Racing Club                | España | 1991-1992 |
| Palamós C. F.                   | España | 1992-1993 |
| Real Burgos C. F.               | España | 1993-1994 |
| Palamós C. F.                   | España | 1994-1995 |
| U. P. Langreo                   | España | 1995-1996 |

### Como entrenador
| Club                   | País   | Año       |
| ---------------------- | ------ | --------- |
| C. D. Lealtad          | España | 1999-2002 |
| Ribadesella C. F.      | España | 2002-2003 |
| Condal Club            | España | 2005-2007 |
| U. D. Gijón Industrial | España | 2007-2011 |
| Navia C. F.            | España | 2011-2012 |
| U. P. Langreo          | España | 2012-2013 |
| Club Siero             | España | 2013-2014 |
| E.I.F. Villaviciosa    | España | 2016      |
| Ribadesella C. F.      | España | 2016-2017 |
| C . D. Colunga         | España | 2019-     |